# Perth-Andover (Novo Brunswick)
Perth-Andover é uma vila localizada no Condado de Victoria na província canadense de New Brunswick, no leste do Canadá.